# Halldór Kiljan Laxness

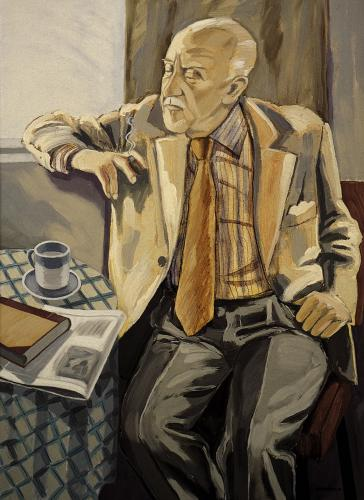
Halldór Kiljan Laxness na malbě Einara Hákonarsona

Halldór Kiljan Laxness, narozený Halldór Guðjónsson, (23. dubna 1902 Reykjavík – 8. února 1998 Mosfellsbær) byl islandský prozaik, básník, dramatik, esejista a překladatel. Roku 1955 získal Nobelovu cenu za literaturu, a to za "jeho živou epickou sílu, která obnovila velké vypravěčské umění Islandu".

## Život
Narodil se v hlavním městě, ale vyrůstal na venkově, na statku rodičů. Gymnáziu vystudoval v Reykjavíku. Od roku 1919 cestoval po Skandinávii a Evropě. Zde ho ovlivnil tehdy módní expresionismus. Roku 1922 konvertoval ke katolicismu, dokonce 8 měsíců strávil v klášteře Clerveaux v Lucembursku, kde přijal křestní jméno Kiljan. Zážitek konverze zachytil zejména v knize Undir Helgahnúk (1924). V roce 1927 vydal svůj první významný román, Vefarinn mikli frá Kasmír. I ten je ještě formován jeho náboženským obrácením a pojednává o mladém muži, který váhá mezi svou vírou a přijetím radostí života. Vliv konverze ustoupil zejména během pobytu v USA (1928–1930), kde se snažil proniknout do hollywoodské filmové produkce. Právě ve Spojených státech dospěl k marxistickému smýšlení a vzplanul pro socialismus. Roku 1930 se vrátil na rodný Island. Ve 30. a 40. letech 20. století byl jedním z nejaktivnějších levicových intelektuálů a komentátorů doby. Jeho knihy většinou vyvolávaly politické debaty. V roce 1955 se stal laureátem Nobelovy ceny za literaturu. V 60. letech se definitivně rozešel s levicovou politikou.

## Dílo
Tvořil především v islandštině, do které i překládal z angličtiny. Některá díla napsal v angličtině. Psal historické a společenské romány, životopisná díla i divadelní hry. Celé jeho dílo je opředeno ironickým humorem. V realistických románech řešil soudobé problémy, v 60. letech napsal několik experimentálních dramat se silným vlivem magična a tradice severských ság.

### Česky vydáno
- Salka Valka, Evropský literární klub, Praha 1941, přeložila Milada Krausová-Lesná,
- Svobodný lid, Evropský literární klub, Praha 1949, přeložil Oldřich Liška,
- Úsvit nad slatinami, Evropský literární klub, Praha 1949, přeložil Oldřich Liška,
- Islandský zvon, Československý spisovatel, Praha 1955, přeložil Jan Rak,
- Prodaná ukolébavka, ČLDJ, Praha 1956, přeložil Břetislav Mencák,
- Atomová stanice, SNKLHU, Praha 1957, přeložil Jan Rak,
- Světlo světa, SNKLHU, Praha 1959, přeložil Jan Rak,
- Gerpla, NPL, Praha 1962, přeložila Nina Neklanová,
- Rybí koncert, Svoboda, Praha 1978, přeložila Helena Kadečková,
- Salka Valka, SNKLU, Praha 1964, přeložila Jiřina Vrtišová, znovu Lidové nakladatelství, Praha 1973,
- Znovunalezený ráj, Svoboda, Praha 1984, přeložila Helena Kadečková.
- Křesťanství pod ledovcem, Dybbuk, Praha 2011, přeložila Helena Kadečková.